# 로니 욘센
옌 로니 욘센(노르웨이어: Jean Ronny Johnsen, 1969년 6월 10일 ~ )은 노르웨이의 은퇴한 축구 선수이다. 선수 시절 포지션은 센터 백, 수비형 미드필더였으며 에이크 퇸스베르, 륀, 릴레스트룀, 베식타시, 맨체스터 유나이티드, 애스턴 빌라, 뉴캐슬 유나이티드, 볼레렝아에서 활약한 바 있다.
욘센은 노르웨이 축구 국가대표팀 소속으로 62경기를 뛰었으며, 1998년 FIFA 월드컵에 출전한 바 있다.